# Acquario di Messina
L'Acquario di Messina è una delle tre strutture scientifiche di tal genere esistente nel Mezzogiorno italiano insieme all'Acquario di Napoli e all’Acquario tropicale di Siracusa.
È stato costruito all'interno della Villa Mazzini all'inizio degli anni sessanta del XX secolo dall'Istituto Talassografico di Messina, grazie ad un apposito finanziamento concesso dalla Regione Siciliana. Nel 1986 è stato ceduto in comodato al Comune di Messina, che lo ha gestito fino alla costituzione del Consorzio di Ricerca "Centro per lo Studio delle Patologie Spontanee degli Organismi Marini" (CeSPOM).
Nella struttura sono presenti circa 70 diverse specie di pesci, molluschi, crostacei e rettili del Mediterraneo ospitate in 22 vasche con capienza variabile da 2.500 a 18.000 litri d'acqua, alimentate a circuito aperto con acqua di mare prelevata direttamente dallo Stretto di Messina.
L'edificio, il cui progetto fu affidato ad Antonino Russo, Ingegnere Capo del Comune di Messina del tempo, con la sua espressione estetica e funzionale, rammenta le costruzioni dell'architetto statunitense Frank Lloyd Wright.